# Eurocup Formule Renault 2.0
De Eurocup Formule Renault 2.0 was een kampioenschap waarin coureurs uit verschillende Europese Formule Renault 2.0-kampioenschappen tegen elkaar uitkomen. De klasse werd gezien als opstapklasse naar de Formule 3.5 V8, en maakte deel uit van het World Series by Renault-concept.

## Geschiedenis
De klasse werd in 1991 opgericht als "Recontres Internationales de Formula Renault", voordat het de huidige naam aannam in 1993. In 2021 werd het kampioenschap samengevoegd met het Formula Regional European Championship, waardoor het in die vorm verder ging onder de naam "Formula Regional European Championship by Alpine".

## Kampioenen
| Jaar | Serie naam                                    | Kampioen             | Team                  | Subkampioen                     |
| ---- | --------------------------------------------- | -------------------- | --------------------- | ------------------------------- |
| 1991 | Rencontres Internationales de Formule Renault | Jason Plato          | Duckhams Van Diemen   | niet gehouden                   |
| 1992 | Rencontres Internationales de Formule Renault | Pedro de la Rosa     | Racing for Spain      | niet gehouden                   |
| 1993 | Eurocup Formule Renault                       | Olivier Couvreur     | Synergie              | niet gehouden                   |
| 1994 | Eurocup Formule Renault                       | James Matthews       | Manor Motorsport      | niet gehouden                   |
| 1995 | Eurocup Formule Renault                       | Cyrille Sauvage      | Mygale                | niet gehouden                   |
| 1996 | Eurocup Formule Renault                       | Enrique Bernoldi     | Tatuus JD Motorsport  | niet gehouden                   |
| 1997 | Eurocup Formule Renault                       | Jeffrey van Hooydonk | Tatuus JD Motorsport  | niet gehouden                   |
| 1998 | Eurocup Formule Renault                       | Bruno Besson         | Tatuus JD Motorsport  | niet gehouden                   |
| 1999 | Eurocup Formule Renault                       | Gianmaria Bruni      | JD Motorsport         | niet gehouden                   |
| 2000 | Formule Renault 2000 Eurocup                  | Felipe Massa         | JD Motorsport         | niet gehouden                   |
| 2001 | Formule Renault 2000 Eurocup                  | Augusto Farfus       | Prema Powerteam       | niet gehouden                   |
| 2002 | Formule Renault 2000 Eurocup                  | Éric Salignon        | Graff Racing          | niet gehouden                   |
| 2003 | Formule Renault 2000 Masters                  | Esteban Guerrieri    | JD Motorsport         | niet gehouden                   |
| 2004 | Formule Renault 2000 Eurocup                  | Scott Speed          | Motopark Academy      | niet gehouden                   |
| 2005 | Eurocup Formule Renault 2.0                   | Kamui Kobayashi      | SG Formula            | niet gehouden                   |
| 2006 | Eurocup Formule Renault 2.0                   | Filipe Albuquerque   | JD Motorsport         | niet gehouden                   |
| 2007 | Eurocup Formule Renault 2.0                   | Brendon Hartley      | Epsilon Red Bull      | Brendon Hartley (Junior)        |
| 2008 | Eurocup Formule Renault 2.0                   | Valtteri Bottas      | SG Formula            | Andrea Caldarelli (Junior)      |
| 2009 | Eurocup Formule Renault 2.0                   | Albert Costa         | Epsilon Euskadi       | António Félix da Costa (Junior) |
| 2010 | Eurocup Formule Renault 2.0                   | Kevin Korjus         | Tech 1 Racing         | Kevin Korjus (Junior)           |
| 2011 | Eurocup Formule Renault 2.0                   | Robin Frijns         | Koiranen Motorsport   | Carlos Sainz jr. (Junior)       |
| 2012 | Eurocup Formule Renault 2.0                   | Stoffel Vandoorne    | Josef Kaufmann Racing | Daniil Kvjat (Junior)           |
| 2013 | Eurocup Formule Renault 2.0                   | Pierre Gasly         | Tech 1 Racing         | Pierre Gasly (Junior)           |
| 2014 | Eurocup Formule Renault 2.0                   | Nyck de Vries        | Koiranen GP           | Dennis Olsen (Junior)           |
| 2015 | Eurocup Formule Renault 2.0                   | Jack Aitken          | Josef Kaufmann Racing | Harrison Scott (Rookie)         |
| 2016 | Eurocup Formule Renault 2.0                   | Lando Norris         | Josef Kaufmann Racing | Lando Norris (Rookie)           |
| 2017 | Formule Renault Eurocup                       | Sacha Fenestraz      | Josef Kaufmann Racing | Max Fewtrell (Rookie)           |
| 2018 | Formule Renault Eurocup                       | Max Fewtrell         | R-ace GP              | Christian Lundgaard (Rookie)    |
| 2019 | Formule Renault Eurocup                       | Oscar Piastri        | R-ace GP              | Caio Collet (Rookie)            |
| 2020 | Formule Renault Eurocup                       | Victor Martins       | ART Grand Prix        | Alex Quinn (Rookie)             |